# Bataille de Zierikzee
 (juillet 2022).
Guerre de Flandre (1297-1305)
Batailles
- Furnes (1297)
- Lille (1297)
- Bruges (1302)
- Courtrai (1302)
- Lille (1302)
- Arques (1303)
- Zierikzee (1304)
- Mons-en-Pévèle (1304)
- Lille (1304)

La bataille de Zierikzee est une bataille navale livrée les 10 et 11 août 1304 et qui oppose les flottes franco-hollando-génoise d'une part et  flamande de l'autre.

## Déroulement
Depuis 1300, le comté de Flandre est repassé sous la suzeraineté du roi de France. Maladroits ou brutaux, ses représentants suscitent le mécontentement de la population, qui, excédée, finit par prendre les armes. La révolte commence le 18 mai 1302, avec les Matines de Bruges, lors de laquelle les Brugeois massacrent les Français. À l'exception de Gand, les autres villes de Flandre se soulèvent à leur tour, et les Flamands lèvent une armée qui met en déroute la chevalerie française lors de la bataille de Courtrai ou « des éperons d'or ». Humilié, le roi Philippe le Bel décide d'en finir coûte que coûte avec ses sujets rebelles et la guerre fait rage.
À l'été 1304, les troupes flamandes, commandées par Gui de Namur, mettent le siège devant Zierikzee, un port de Zélande, qui fait par ailleurs l'objet d'un blocus naval. Le 10 août 1304, une flotte franco-hollando-génoise, commandée par l'amiral génois Rainier Ier Grimaldi, attaque l'escadre flamande. Le combat est sauvage et les assaillants ne font aucun quartier. C'est un désastre pour les Flamands, dont la flotte est totalement anéantie après deux jours de lutte. Gui de Namur, qui avait pris le commandement de ses navires, est capturé. Des troupes franco-hollandaises débarquent et dégagent définitivement Zierikzee de son étau. Cette défaite prélude la fin des espérances émancipatrices de la région : une semaine plus tard, l'armée de Philippe le Bel écrase les milices flamandes de Jean Ier de Namur lors de la bataille décisive de Mons-en Pévèle. Cette victoire permet au roi de France de négocier la paix en position favorable. Celle-ci est signée en 1305 à Athis-sur-Orge.